# Aika (serie animata)
Aika (AIKa?) è una serie anime OAV giapponese prodotta nel 1997, realizzata da Katsuhiko Nishijima e distribuita in Italia da Dynamic Italia, sia in VHS, che successivamente in DVD. La serie, di genere azione-fantascientifica, comprende anche due prequel: AIKa R-16: Virgin Mission e AIKa ZERO. In Italia è stato trasmesso su La 7 Cartapiù e sul canale satellitare Cooltoon.
In giapponese il titolo della serie volutamente scritto con le prime tre lettere maiuscole e l'ultima minuscola: AIKa; questa caratteristica è andata perduta nelle edizioni internazionali.

## Agent AIKa

### Trama
Un apocalittico terremoto ha sommerso la quasi totalità delle terre emerse. In questo scenario nasce la professione dei "salvager" (recuperatori), ovvero persone che si occupano di recuperare oggetti perduti, dal fondo degli oceani. Aika Sumeragi è una donna che lavora come recuperatrice per una società con grossi problemi finanziari. Per risollevarsi dalla crisi, la società affida ad Aika la missione di recuperare il misterioso "rag", dietro una cospicua remunerazione. Ma alla ricerca del "rag" ci sono diverse persone, e il compito per Aika sarà meno facile del previsto.

### Personaggi e doppiatori
- Aika Sumeragi (皇藍華): Rei Sakuma, Eleonora De Angelis
- Rion Aida (相田りおん): Hiroko Konishi, Federica De Bortoli
- Gozo Aida (相田郷造): Akio Ōtsuka, Dario Penne
- Michikusa Shuntaro (道草旬太郎): Masaya Onosaka, Daniele Raffaeli
- Maypia Alexymetalia (メイピア・アルキメタリア): Sakiko Tamagawa, Alida Milana
- Gust Turbulence (ガスト・タービュランス): Juurouta Kosugi, Francesco Pannofino
- B.A. Bandora (バ・バンドラ): Hisako Kyoda, Francesca Palopoli
- Rudolf Hagen (ルドルフ・ハーゲン): Kaneto Shiozawa, Roberto Chevalier
- Neena Hagen (ネーナ・ハーゲン): Atsuko Tanaka, Micaela Esdra

### Episodi
| Nº | Titolo italiano Giapponese 「Kanji」 - Rōmaji                                                              | In onda           | In onda |
| Nº | Titolo italiano Giapponese 「Kanji」 - Rōmaji                                                              | Giapponese        |         |
| 1  | Beautiful Agent 「美しきエージェント」 - utsukushi ki ejiento                                              | 25 aprile 1997    |         |
| 2  | Naked mission 「NAKED MISSION」 - NAKED MISSION                                                            | 25 giugno 1997    |         |
| 3  | Take off position 「TAKE OFF POSITION」 - TAKE OFF POSITION                                                | 25 settembre 1997 |         |
| 4  | Il fiore che sboccia nello spazio 「宇宙（そら）に咲く華」 - uchū (sora) ni saku hana                      | 25 gennaio 1998   |         |
| 5  | Operazione Delmo d'oro 「黄金のデルモ作戦」 - ōgon no derumo sakusen                                       | 25 agosto 1998    |         |
| 6  | Operazione Delmo: argento bianco 「白銀のデルモ作戦」 - hakugin no derumo sakusen                          | 18 dicembre 1998  |         |
| 7  | Lo scontro decisivo! Attacco alla base Delmo! 「決戦突入! デルモ基地!!」 - kessen totsunyū! derumo kichi!! | 25 aprile 1999    |         |

### Colonna sonora
Sigle di apertura:
- "Silent City" cantata da Mari Sasaki
- "Ao no Jyuujika" cantata da Kyouko Kishi
- "Manatsu no Seiza" cantata da Mink

Sigle di chiusura:
- "More Natural" cantata da Hiroko Konishi
- "Dance With Me Tonight" cantata da PUNKY FRUITES!

## AIKa R-16: Virgin Mission

### Storia
La giovanissima Aika Sumeragi grazie alla propria intelligenza e al proprio fisico atletico, è riuscita a superare l'esame come salvager, e senza perdere tempo comincia a spargere voce sulla sua disponibilità a lavorare. Nonostante il suo allenatore Gozo, continui a trattarla ancora come una bambina, Aika viene immediatamente ingaggiata dalla sua compagna di classe Eri Shingai, presidentessa del club del recupero tesori. Aika dovrà affrontare la sua prima, misteriosa missione.

### Episodi
| Nº | Titolo italiano Giapponese 「Kanji」 - Rōmaji                      | In onda         | In onda |
| Nº | Titolo italiano Giapponese 「Kanji」 - Rōmaji                      | Giapponese      |         |
| 1  | Secret Game 「シークレット・ゲーム」 - shikuretto. gemu            | 25 aprile 2007  |         |
| 2  | Peach Peach Beach 「ピーチ・ピーチ・ビーチ」 - pichi. pichi. bichi | 27 luglio 2007  |         |
| 3  | Deep Blue Girl 「ディープ・ブルー・ガール」 - deipu. buru. garu    | 26 ottobre 2007 |         |

### Personaggi e doppiatori
- Aika Sumeragi (皇藍華): Ami Koshimizu
- Eri Shingai (真海エリ): Misato Fukuen
- Karen Minamino (美波野カレン): Mamiko Noto
- Risako Nagisa (凪紗りさこ): Naoko Suzuki
- Gozo Aida (相田郷造): Akio Ohtsuka
- Gust (ガスト): Hiroyuki Yoshino

### Colonna sonora
Sigla di apertura:
- "Sailing To The Future" cantata da Ami Koshimizu

Sigla di chiusura:
- "Rise" cantata da Ami Koshimizu

## AIKa ZERO

### Storia
Aika si troverà a dover indagare su un misterioso liceo in cui le studentesse più attraenti scompaiono improvvisamente salvo poi ricomparire aggregandosi nel fantomatico ordine dei “Cavalieri Bianchi”, dietro il quale pare celarsi un'ancora più fantomatica presenza aliena. La serie si colloca precedentemente alla prima serie OAV e in modo successivo al prequel “Virgin Mission”.

### Episodi
| Nº | Titolo italiano Giapponese 「Kanji」 - Rōmaji    | In onda          | In onda |
| Nº | Titolo italiano Giapponese 「Kanji」 - Rōmaji    | Giapponese       |         |
| 1  | White knights 「ホワイトナイツ」 - Howaitonaitsu | 25 agosto 2009   |         |
| 2  | E.T.A.I. 「E.T.A.I.」 - E.T.A.I.                 | 27 ottobre 2009  |         |
| 3  | Zero 「ゼロ」 - Zero                             | 22 dicembre 2009 |         |

### Personaggi e doppiatori
- Aika Sumeragi (皇藍華): Ami Koshimizu
- Eri Shingai (真海エリ): Misato Fukuen
- Karen Minamino (美波野カレン): Mamiko Noto
- Risako Nagisa (凪紗りさこ): Naoko Suzuki

### Colonna sonora
Sigla di apertura:
- "FLYING KID" cantata da Ami Koshimizu

Sigla di chiusura:
- "Dream Hunter" cantata da Ami Koshimizu